# Bo McCalebb
Bo McCalebb   (Nova Orleans, 4 de maig de 1985) és un jugador de bàsquet nord-americà amb passaport de Macedònia. Mesura 1,83 metres i juga en la posició de base.

## Carrera esportiva
Va jugar a l'NCAA amb la Universitat de Nova Orleans de 2003 a 2008. En acabar va fitxar per l'equip turc del Mersin BB, on els bons números el van dur a fitxar la temporada 2009-10 pel KK Partizan, amb qui va disputar la lliga nacional i l'Eurolliga. Va guanyar la Lliga Adriàtica. La temporada següent va ser fitxat pels italians del Montepaschi Siena. El segon any a Itàlia va ser condecorat amb el Trofeu Alphonso Ford al màxim anotador de l'Eurolliga, on fa fer una mitjana de 16,9 punts per partit. Per les seves successos, va ser escollit en el Segon Millor Quintet de l'Eurolliga.
L'agost el 2012, va ser fitxat pel Fenerbahçe Ülker. Al juliol de 2014 queda lliure després de rescindir el seu contracte amb l'equip turc, i un cop iniciada la temporada 2014-15 fitxa pel Bayern Múnic. El 2016 fa la pretemporada amb els New Orleans Pelicans de l'NBA, i el mes de gener va ser fitxat pel CSP Limoges de la lliga francesa. La temporada 2016-17 aterra a la lliga espanyola al CB Gran Canària. El mes de desembre de 2017 va passar al Tecnyconta Zaragoza.